# انجمن فیلم‌های بزرگسالان آمریکا
انجمن فیلم‌های بزرگسالان آمریکا (انگلیسی: Adult Film Association of America) به اختصار (AFAA) نخستین انجمن آمریکایی تولیدکنندگان فیلم پورنوگرافی است. این انجمن همواره علیه قوانین سانسور و همچین شکایت از هرزگی مبارزه می‌کرده است.